# Aniba coto
Aniba coto là loài thực vật có hoa trong họ Nguyệt quế. Loài này được (Rusby) Kosterm. miêu tả khoa học đầu tiên năm 1938.